# Francesco Zabarella
Francesco Zabarella (Padova, 10 agosto 1360 – Costanza, 26 settembre 1417) è stato un giurista, cardinale, vescovo cattolico e diplomatico italiano.
Ebbe un ruolo importante nella risoluzione dello scisma d'Occidente.

## Biografia

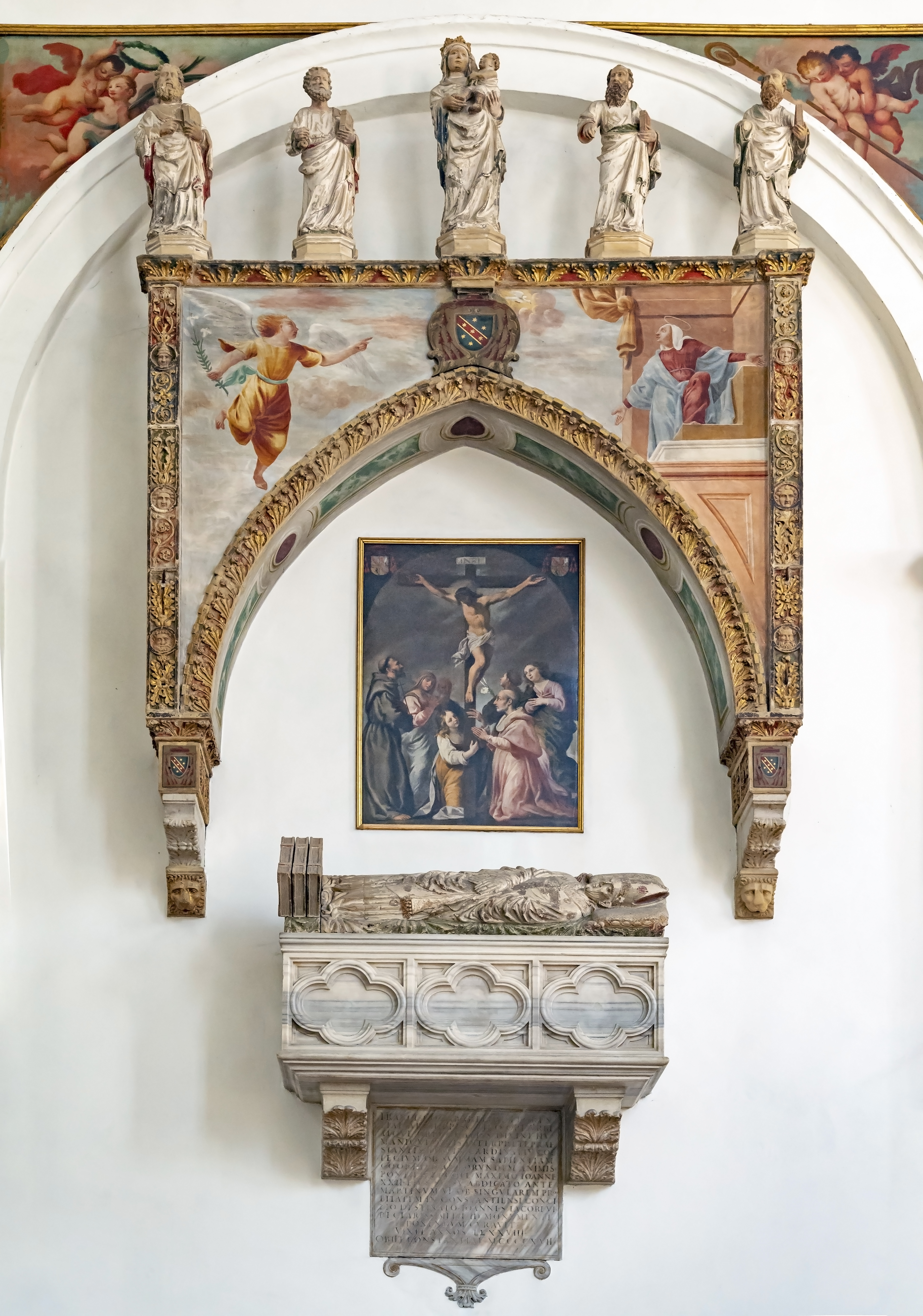
Duomo di Padova, tomba del cardinale Zabarella

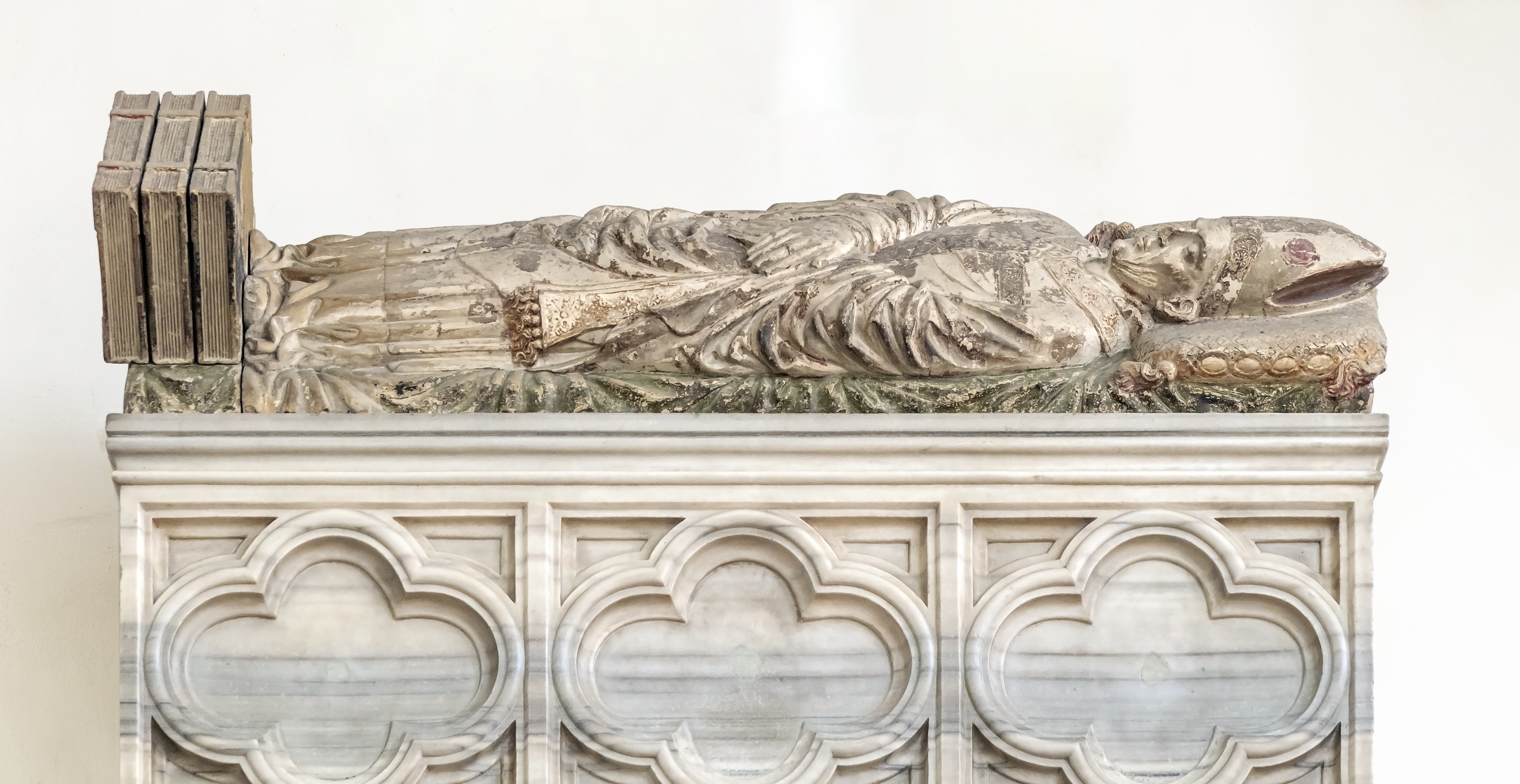
Gisant del cardinale

Nacque nel 1360 a Padova da Bartolomeo (detto "il Nero"), mentre non si hanno notizie della madre (Gaspare Zonta la identifica con Laura da Prata, ma la notizia non trova conferme). Era il primo di quattro figli, seguito da Andrea, Caterina e Antonia. 
Gli Zabarella erano una famiglia, alquanto diramata, originaria di Piove di Sacco. Si affermò solo dal tardo Trecento, ma divenne rapidamente ricca e prestigiosa.
Studiò grammatica, filosofia, teologia, diritto all'Università di Padova, dove ebbe come maestro il vescovo di Feltre Antonio Naseri, all'Università di Bologna, dove fu allievo di Lorenzo del Pino e Giovanni da Legnano e ottenne la licenza in diritto canonico nel 1382, e infine a Firenze, dove si laureò nel 1385 in utroque iure.
Fu canonico metropolitano di Santa Maria del Fiore ai tempi del vescovo Angelo Acciaiuoli junior e insegnò diritto canonico per cinque anni in città. Dopo la morte del vescovo fu indicato come uno dei successori più probabili e graditi alla popolazione (1385 circa), ma non ottenne subito la carica e nel frattempo divenne vicario generale.
Agli inizi del 1391 fece ritorno all'Università di Padova, dove fu professore fino al 1410.
A Padova divenne anche arciprete della Cattedrale nel 1397 e svolse numerose ambascerie per il governo cittadino, tra cui una missione presso il re Carlo VI di Francia per chieder sostegno contro le mire espansionistiche della Repubblica di Venezia.
Fu nella delegazione che sancì l'unione di Padova a Venezia (1406), quindi divenne legato della città lagunare, rappresentandola al Concilio di Pisa del 1409.
Rimase docente di decretali a Padova fino a quando non fu nominato vescovo di Firenze il 18 giugno 1410, ultimo vescovo prima dell'elevazione ad arcidiocesi. Il capitolo patavino aveva invano tentato di farlo diventare vescovo di Padova l'anno precedente.
Il suo episcopato durò tuttavia solo un anno, senza lasciare molte tracce: appoggiò soltanto un'ambasceria di Palla Strozzi all'antipapa Giovanni XXIII. Il sussidio richiesto ai fiorentini a causa della sua nomina fu causa di dissapori. Divenne cardinale diacono il 17 giugno 1411, per cui rinunciò alla sede fiorentina, che passò a Amerigo Corsini. Titolare della chiesa dei Santi Cosma e Damiano a Roma, fu uno dei più attivi e influenti pseudocardinali dell'antipapa Giovanni XXIII.
Quando si vide che il concilio di Pisa non aveva risolto lo scisma d'Occidente, ma lo aveva anzi aggravato, fu inviato da Giovanni XXIII a Como, assieme al cardinale Antonio di Challant e a Manuele Crisolora, dal re Sigismondo, con pieni poteri circa la decisione del tempo e del luogo per un nuovo concilio, che si tenne a Costanza, dal 1º novembre 1414. In esso si affermò il principio che il concilio stesso avesse maggiore autorità del papa, tesi già esposta da Zabarella a partire dal 1402 in una sua opera, De eius temporis schismate tractatus (posta all'indice fino al 1559).
Grazie all'influenza di Zabarella, l'antipapa Giovanni XXIII si dimise incondizionatamente dalla carica (1415) e, dopo che il concilio ebbe terminato la procedura ufficiale di deposizione, si passò all'analogo processo per l'antipapa avignonese di Benedetto XIII (1416), poi si dichiarò eretica la setta degli hussiti, infine si procedette ad eleggere il nuovo pontefice; Zabarella morì nel 1417 poco prima che venisse scelto papa Martino V.
Fu sepolto a Costanza nel coro della chiesa dei francescani; in seguito il suo corpo fu traslato nella Cattedrale di Padova.
Zabarella fu autore di numerose opere canonistiche e di argomento filosofico e teologico. Molte sue lettere sono conservate all'Österreichische Nationalbibliothek di Vienna.
Suo nipote Bartolomeo Zabarella fu pure un importante religioso.

## Opere

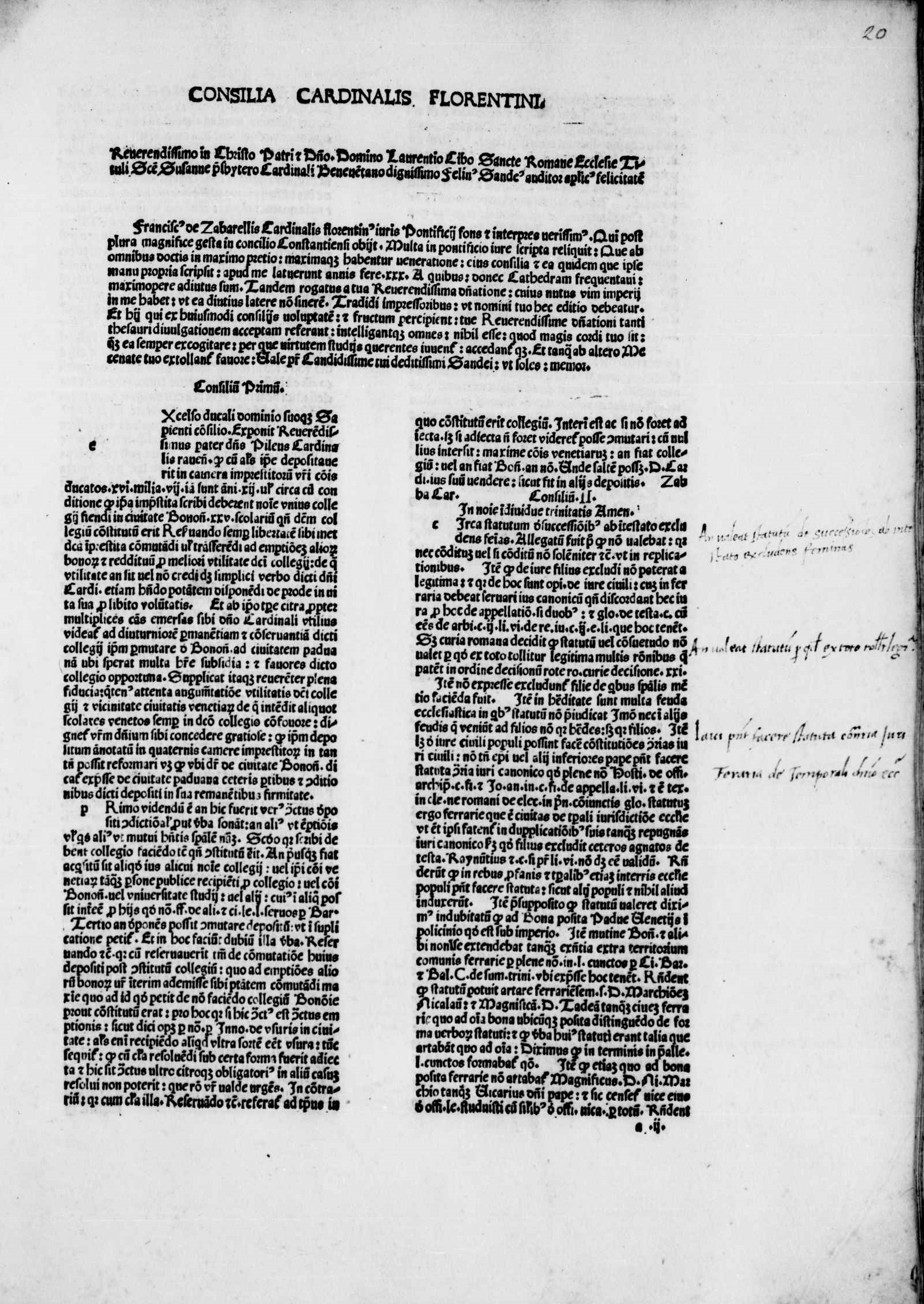
Consilia, edizione del 1490

- De schismate, trattato di politica ecclesiastica con indicazione per la fine dello scisma, pubblicato postumo a Strasburgo nel 1515.
- Lectura super Clementinis, testo di diritto canonico (Napoli, 1471)
- Commentarius in libros Decretalium
- Consilia juris
  - (LA) Consilia, Pescia, Tipografo dell'Antonio da Cannara, 1490.
- De felicitate libri III
- De arte metrica
- De natura rerum diversarum
- De corpore Christi
- Commentaria in quinque libros decretalium
  - (LA) Commentaria in quinque libros decretalium, vol. 1, Lyon, Claude Servain, 1558.
  - (LA) Commentaria in quinque libros decretalium, vol. 2, Lyon, Thomas Bertheau, 1558.
  - (LA) Commentaria in quinque libros decretalium, vol. 3, Lyon, 1557.
  - (LA) Commentaria in quinque libros decretalium, vol. 4, Lyon, 1558.
  - (LA) Commentaria in quinque libros decretalium, vol. 5, Lyon, 1558.
- Commentarium in Clementinas
- Repetitiones